# Västra Ryds socken, Uppland
Västra Ryds socken i Uppland ingick i Bro härad och är sedan 1971 en del av Upplands-Bro kommun i Stockholms län, från 2016 inom Kungsängen-Västra Ryds distrikt.
Socknens areal är 45,37 kvadratkilometer, varav 43,93 land. År 1995 fanns här 4 329 invånare. Granhammars slott, Livgardets övningsområde, tätorten Brunna samt sockenkyrkan Västra Ryds kyrka ligger i socknen.

## Administrativ historik
Västra Ryds socken omtalas första gången i ett odaterat brev från 1200-talets mitt ('in parrochai Ruch') samt senare i ett daterat från 1299 ('in parochia Riudh'). Nuvarande kyrkans äldsta delar härstammar från omkring 1250.
Vid kommunreformen 1862 övergick socknens ansvar för de kyrkliga frågorna till Västra Ryds församling och för de borgerliga frågorna bildades Västra Ryds landskommun. Landskommunen uppgick 1952 i Upplands-Bro landskommun som 1971 ombildades till Upplands-Bro kommun, då också området övergick från Uppsala län till Stockholms län. Församlingen uppgick 1998 i Kungsängen-Västra Ryds församling.
1 januari 2016 inrättades distriktet Kungsängen-Västra Ryd, med samma omfattning som Kungsängen-Västra Ryds församling hade 1999/2000 och fick 1998, och vari detta sockenområde ingår.
Socknen har tillhört län, fögderier, tingslag och domsagor enligt vad som beskrivs i artikeln Bro härad. De indelta soldaterna tillhörde Upplands regemente, Sigtuna kompani samt Livregementets dragonkår, Sigtuna skvadron..

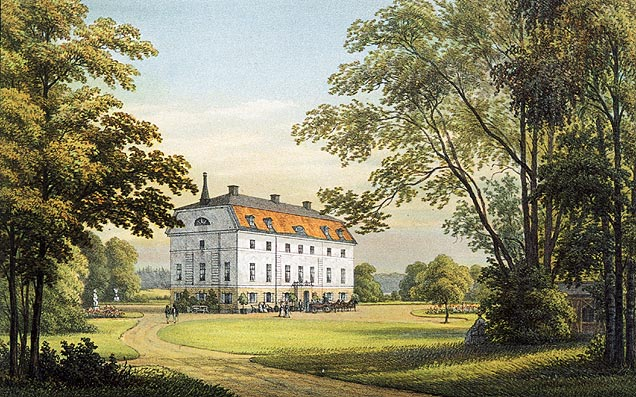
Granhammars slott. Litografi av A. Nay 1881.

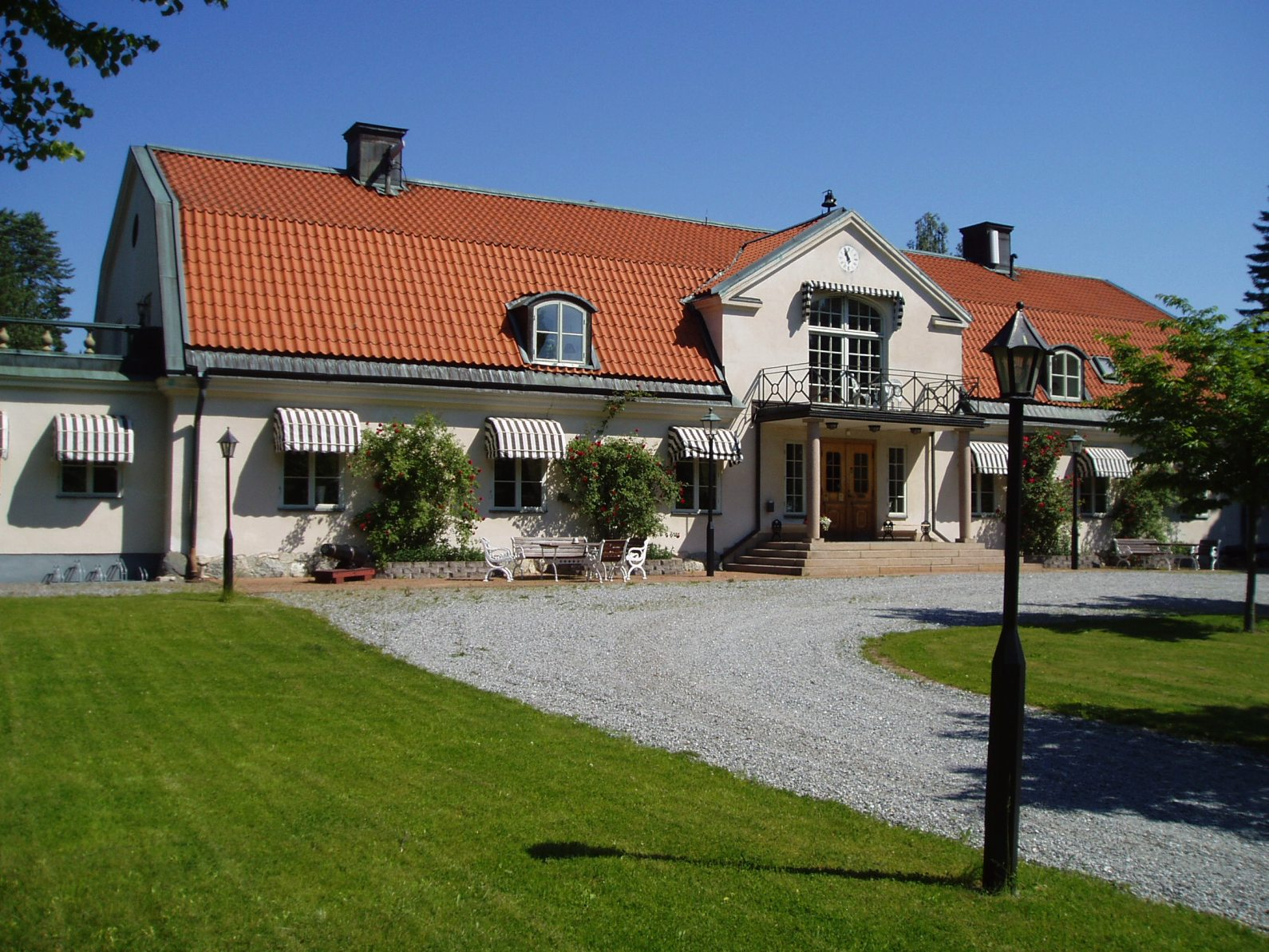
Gällövsta herrgård

## Geografi
Västra Ryds socken ligger väster om Stockholm med fjärden Skarven i öster. Socknen består av slättbygd i de centrala delarna som omges av skogsbygd.
I samband med att Svea livgarde flyttade ut från Järvafältet utanför Stockholm till Västra Ryd i slutet av 1960-talet revs omkring hälften av de drygt 600 byggnaderna i socknen. Bland de rivna byggnaderna kan nämnas den kulturhistoriskt mycket värdefulla och vackra herrgårdsanläggningen Torsätra från 1700-talet i socknens nordligaste del. Torsätra-området ligger idag inom Livgardets skjutfältsområde och av byggnaderna återstår numera ingenting. Även de båda herrgårdsbyggnaderna vid Sundby gård, varav den äldre från 1700-talet, revs omkring 1970, även om det mesta av den övriga gårdsbebyggelsen finns kvar.
Bland socknens övriga herrgårdar märks förutom Gällövsta (idag kurs- och konferensgård) främst Tranbygge, som senast ägdes av familjen Mörner innan den liksom merparten av socknens övriga bebyggelse tvångsinlöstes av staten omkring 1965. En välbevarad karolinerflygel från den sedan länge försvunna herrgårdsanläggningen från 1600-talet finns kvar vid Tranbygge, medan den andra flygeln förstördes vid en brand 1954. Tranbygges nya huvudbyggnad från 1843, kom att bevaras av Svea livgarde och användes tidvis bland annat som militärt logement. Vid en brand i mitten av 1990-talet förstördes även denna byggnad. Av gårdsbebyggelsen vid Tranbygge återstår idag ett antal tidigare ekonomibyggnader, den före detta förvaltarvillan från tidigt 1900-tal samt karolinerflygeln från 1600-talet, den enda i sitt slag i Upplands-Bro kommun.

## Fornlämningar
Från bronsåldern finns spridda gravrösen. Från järnåldern finns 15 gravfält. Sex runstenar har påträffats.

## Namnet
Namnet skrevs 1299 Riudh innehåller ryd, 'röjning'. Västra tillfogades på 1700-talet.